# 踩水影
踩水影，又称为踩水或者立泳，是一种实用游泳技巧，是一种避免溺水而运用的游泳技巧。

## 方式与种类
踩水影一般与水面呈垂直状态，如立于水上，手脚不停舞动，使人能够立于水中。虽然称为“立泳”，但实际技巧却又分为很多种，如有“蛙式立泳”，又或者手脚不停向下拍打的拍打式。
踩水一般可分為四種
1.小蛙式踩水
2.剪刀式踩水
3.攪蛋式踩水
4.腳踏車式踩水

## 用途
踩水影被誉为在深水地带的保命手段。一般而言，不能游50米以上者若要进入游泳的深水区就必须懂得踩水影，以避免出现溺水等可能的危机。